# Tenaha
Tenaha is een plaats (town) in de Amerikaanse staat Texas, en valt bestuurlijk gezien onder Shelby County.

## Demografie
Bij de volkstelling in 2000 werd het aantal inwoners vastgesteld op 1046.
In 2006 is het aantal inwoners door het United States Census Bureau geschat op 1111, een stijging van 65 (6.2%).

## Geografie
Volgens het United States Census Bureau beslaat de plaats een oppervlakte van
10,3 km², waarvan 10,2 km² land en 0,1 km² water.

## Plaatsen in de nabije omgeving
De onderstaande figuur toont nabijgelegen plaatsen in een straal van 24 km rond Tenaha.